# Wybory parlamentarne na Tonga w 1996 roku
Wybory parlamentarne na Tonga w 1996 odbyły się 24 i 25 stycznia. Wybierano 9 przedstawicieli ludu i 9 przedstawicieli szlachty do 30-osobowego Zgromadzenia Ustawodawczego na trzyletnią kadencję.

## System wyborczy
Prawo do głosowania na przedstawicieli ludu mieli wszyscy obywatele Tonga mający ukończone 21 lat, piśmienni i (w przypadku mężczyzn) nienależący do szlachty. Kandydować na przedstawicieli ludu w Zgromadzeniu mogły osoby posiadające czynne prawo wyborcze i nieposiadające długów wyższych niż pozwalał próg określony w prawie. Kraj został podzielony na pięć okręgów wyborczych. Kandydaci musieli przedstawić podpisy poparcia 50 wyborców z własnego okręgu i wpłacić depozyt wysokości 100 $T, który odzyskiwali, jeśli zdobyli określony odsetek głosów (6,3% lub 10%, w zależności od okręgu).
Oprócz przedstawicieli ludu i szlachty w Zgromadzeniu Ustawodawczym zasiedli z urzędu członkowie mianowanej przez króla Tajnej Rady (10 ministrów) oraz dwóch gubernatorów.

## Kampania i wyniki
Demokraci prowadzili kampanię na rzecz fundamentalnej reformy ustrojowej. Ponownie udało im się zdobyć 6 spośród 9 miejsc przypadających ludowi.
Uprawnionych do głosowania było 49 830 zarejestrowanych wyborców, udział w wyborach wzięło 27 948 osób (frekwencja 56,09%).
O dziewięć mandatów przypadających przedstawicielom ludu ubiegało się 61 kandydatów, w tym rekordowa liczba 5 kobiet, jednak ani jednej kobiecie nie udało się zdobyć mandatu. Wybrana trzy lata wcześniej ʻOfa Fusituʻa bez powodzenia ubiegała się o reelekcję.

## Źródło
- Historical Archive of Parliamentary Election Results (1996). Inter-Parliamentary Union. [dostęp 2016-08-04]. (ang.).